# Хајдезе
Хајдезе (њем. Heidesee) општина је у њемачкој савезној држави Бранденбург. Једно је од 37 општинских средишта округа Даме-Шпревалд. Према процјени из 2010. у општини је живјело 7.041 становника. Посједује регионалну шифру (AGS) 12061217.

## Географски и демографски подаци
Хајдезе се налази у савезној држави Бранденбург у округу Даме-Шпревалд. Општина се налази на надморској висини од 35 метара. Површина општине износи 134,8 km². У самом мјесту је, према процјени из 2010. године, живјело 7.041 становника. Просјечна густина становништва износи 52 становника/km².